# 圣海梅-德恩韦哈
桑特豪梅登韦哈，是西班牙加泰罗尼亚塔拉戈纳省的一个市镇。总面积64平方公里，总人口3309人（2001年），人口密度52人/平方公里。